# Morne Criquet (Saint-Barthélemy)
Pour les articles homonymes, voir Morne Criquet.
Morne Criquet est un quartier de Saint-Barthélemy dans les Caraïbes. Il est situé dans la partie centre-nord de l'île entre Saint-Jean et Lorient.